# Aganope thyrsiflora
Aganope thyrsiflora es una especie de planta fanerógama perteneciente a la familia de las fabáceas. Es originaria de Asia y Papúa Nueva Guinea.

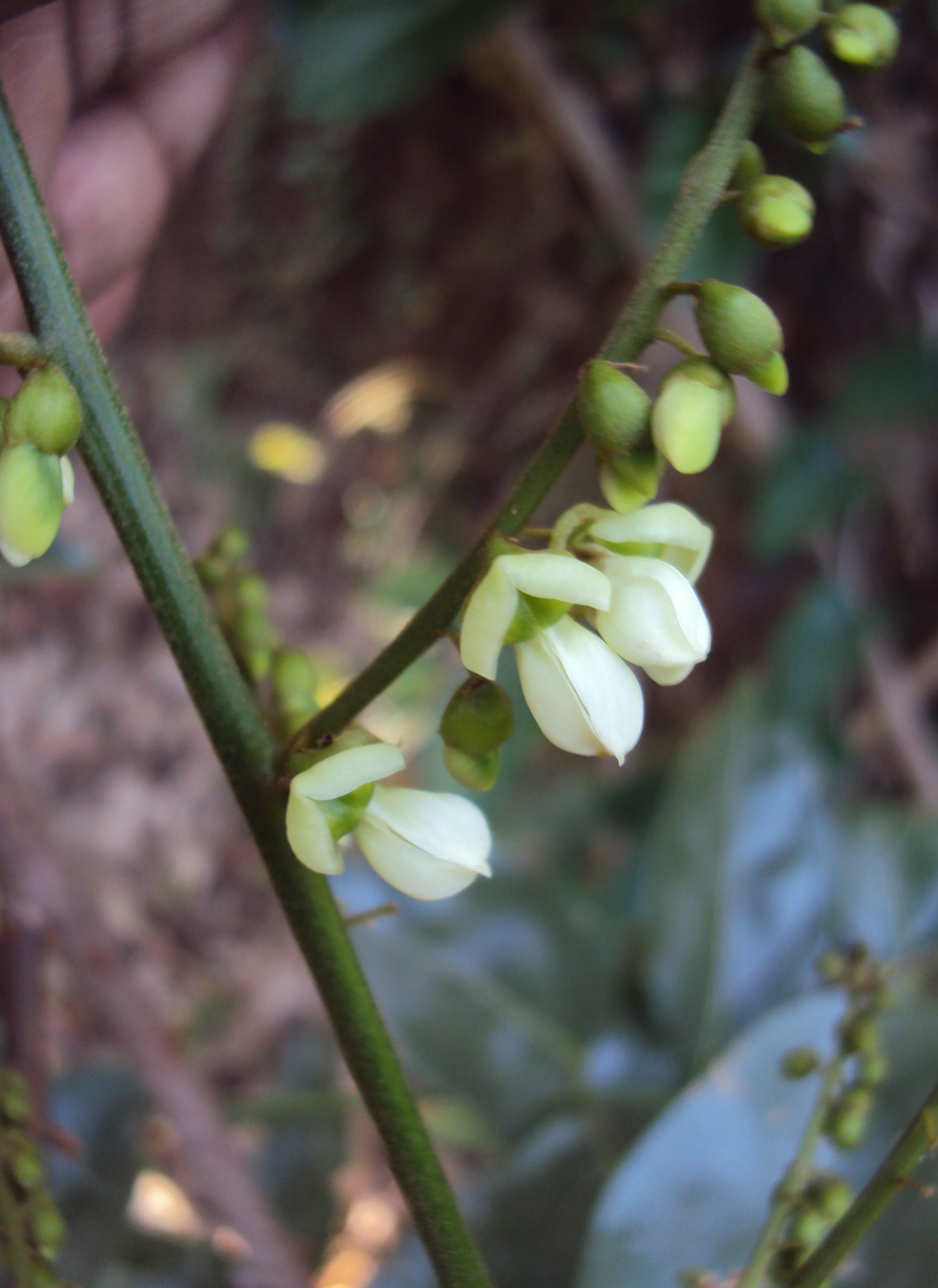
Flores

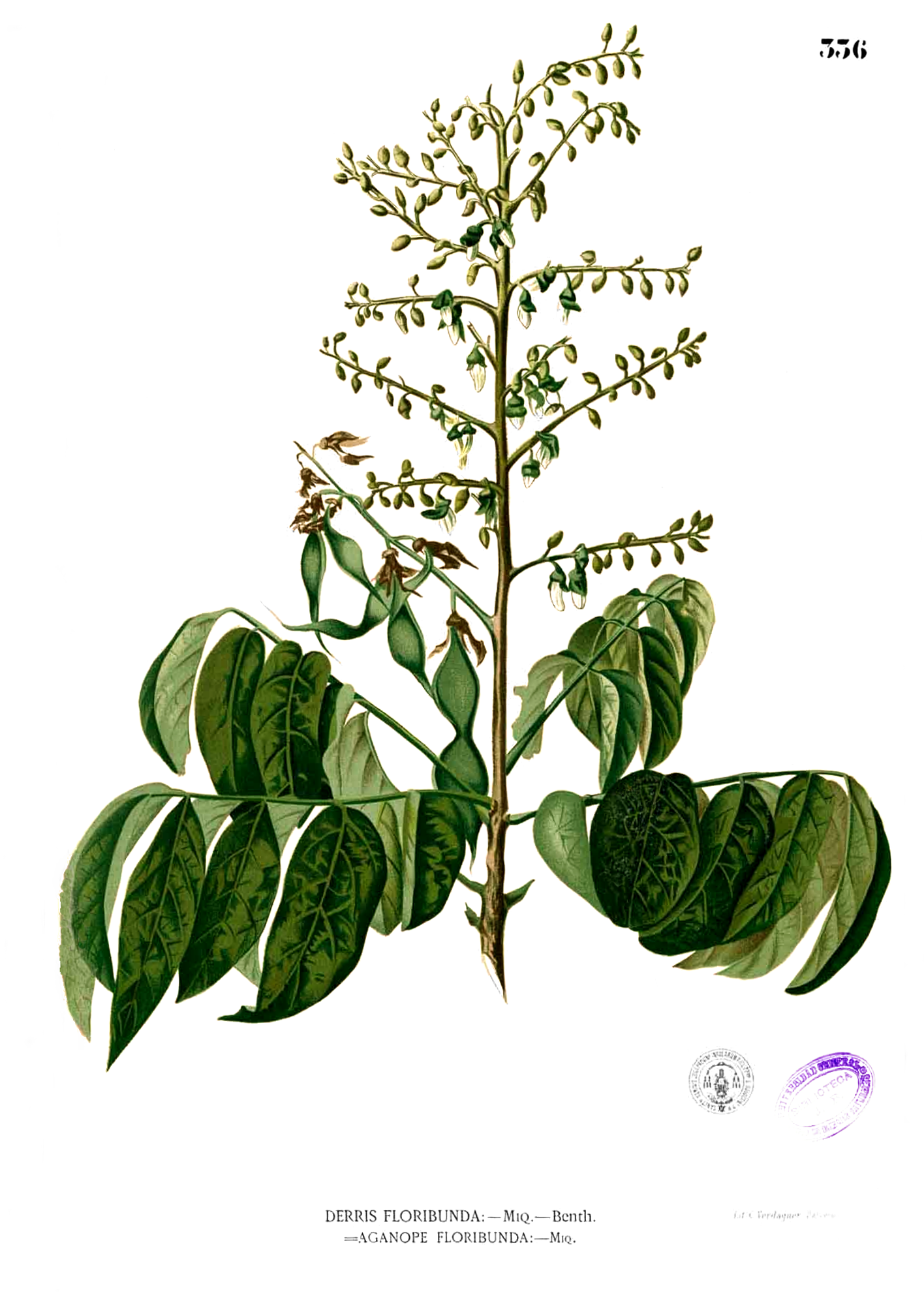
Ilustración

## Descripción
Son lianas o arbustos escandentes.  Hojas 5-9-folioladas; raquis de 30-45 cm, incluyendo pecíolo 8-14 cm; láminas de las hojuelas oblongas a oblongo-lanceoladas, de 10-15 x 3,5-7 cm, sub coriáceas, ambas superficies, venas secundarias glabras 5-7 en cada lado del nervio central, la base redondeada, ápice cortamente acuminado a veces obtuso. Pseudopaniculas axilares o terminales, por poco piramidal, 12-35 cm, compacta, pilosa marrón o rojizo; ramas numerosas, ascendente o en difusión. Pedicelo muy corto. Flores de 8 mm. Cáliz acampanado, de 3 mm, pilosa muy escasamente, truncado ápice o dentada deltoides oscuramente. Corola de color blanquecino a rojo púrpura, 8-10 mm. El fruto es una legumbre oblonga, de 5-10 × 2.5-3 (-4) cm, delgada, glabra, con las venas reticulares visibles; ambas suturas con un ala ancha 3-8 mm. Semillas 1-3 por leguminosa, oblongo-reniformes. Fl. mayo-junio, fr. agosto-noviembre.

## Distribución y hábitat
Se encuentra por arroyos en las montañas; elevaciones bajas pero alcanza un altitud de 2000 m en Yunnan, Guangdong, Guangxi, Hainan, Yunnan, India, Indonesia, Laos, Malasia, Myanmar, Papua Nueva Guinea, Filipinas, Tailandia, Vietnam; Islas del Pacífico.

## Taxonomía
Aganope thyrsiflora fue descrita por  (Benth.) Polhill y publicado en Kew Bulletin 25(2): 268. 1971.
Sinonimia
- Aganope floribunda Miq.
- Aganope macrophylla Miq.
- Aganope subavenis Miq.
- Aganope thyrsiflora var. eualata (Bedd.) Thoth. & D.N.Das
- Aganope thyrsiflora var. wallichii (Prain) Thoth. & D.N.Das
- Deguelia eualata (Bedd.) Taub.
- Deguelia thyrsiflora (Benth.) Taub.
- Derris eualata Bedd.
- Derris latifolia Prain
- Derris platyptera Baker
- Derris pyrrothyrsa Miq.
- Derris thyrisoflora (Benth.) Benth.
- Derris thyrsiflora (Benth.) Benth.
- Derris thyrsiflora var. eualata (Bedd.) Thoth.
- Derris thyrsiflora var. wallichii (Prain) Thoth.
- Derris wallichii Prain
- Millettia thyrsiflora Benth. basónimo
- Pterocarpus thyrsiflorus (Benth.) Kuntze[3][4]